# Tipula (Acutipula) vanewrighti
Tipula (Acutipula) vanewrighti is een tweevleugelige uit de familie langpootmuggen (Tipulidae). De soort komt voor in het Australaziatisch gebied.